# Lillemor Biörnstad
Gullveig Lillemor Biörnstad, född 22 januari 1904 i Adolf Fredriks församling, Stockholm, död där 2 september 1995 i Sofia församling, var en svensk skådespelare.
Hennes livspartner var skådespelaren Segol Mann (1918–1992). Biörnstad var faster till museimannen Arne Biörnstad (1924–2012). Hon är begravd i minneslunden på Skogskyrkogården i Stockholm.

## Filmografi
- 1945 – 13 stolar
- 1948 – Det hände i arbetet
- 1948 – Textilarna
- 1953 – Ursula – flickan i finnskogarna
- 1953 – Ogift fader sökes
- 1953 – Barabbas
- 1954 – Café Lunchrasten
- 1954 – Taxi 13
- 1956 – Främlingen från skyn
- 1957 – Mamma tar semester
- 1969 – Eva - den utstötta
- 1983 – Spanarna (TV-serie)
- 1983 – Distrikt 5 (TV-serie)

## Teater

### Roller (ej komplett)
| År   | Roll               | Produktion                                                                                      | Regi             | Teater           |
| ---- | ------------------ | ----------------------------------------------------------------------------------------------- | ---------------- | ---------------- |
| 1929 | Svea Nordgren      | Passagerare byta tåg Oscar Rydqvist                                                             | Sandro Malmquist | Blancheteatern   |
| 1934 |                    | Julia på camping Sigge Fischer                                                                  |                  | Mosebacketeatern |
| 1935 | Poppy Davis        | Sådant händer i de bästa familjer (In the Best of Families) Anita Hart och Maurice Braddell     | Hugo Bolander    | Lilla Teatern    |
| 1936 | Antonia            | Cirkus Sanger (The Constant Nymph) Margaret Kennedy och Basil Dean                              | Sandro Malmquist | Nya Teatern      |
| 1937 | Yo-Yo              | Regnrocken (Don Juans Regenmantel) Gregor Schmitt                                               | Sandro Malmquist | Nya Teatern      |
| 1937 | Mariquita          | Kvinnan är en djävul (Une Femme est un diable ou la Tentation de saint Antoine) Prosper Mérimée | Sandro Malmquist | Nya Teatern      |
| 1961 | Mrs Hodges         | Född i går (Born Yesterday) Garson Kanin                                                        | Jerk Liljefors   | Riksteatern      |
| 1964 | Första bondkvinnan | Tre knivar från Wei Harry Martinson                                                             | Ingmar Bergman   | Dramaten         |

## Radioteater
| År   | Roll                 | Produktion                                 | Regi        |
| ---- | -------------------- | ------------------------------------------ | ----------- |
| 1951 | Ett kvinnligt vittne | Hillman & Son: Oskrivet blad Folke Mellvig | Lars Madsén |

### Fotnoter
1. ↑  ”Lillemor Biörnstad”. Svensk Filmdatabas. https://www.svenskfilmdatabas.se/sv/item/?type=person&itemid=64158. Läst 14 oktober 2012.
2. ↑  Problem restaurera Söders kulturkåkar av Margareta Sandström i Svenska Dagbladet 16 september 1981 sid.9
3. ↑  Svenska Dagbladet 14 mars 1978 sid.12
4. ↑  SvenskaGravar
5. ↑  Dagens Nyheter 20 december 1929 sid.15
6. ↑  ”Mosebacketeatern öppnar”. Dagens Nyheter:  s. 10. 6 oktober 1934. http://arkivet.dn.se/arkivet/tidning/1934-10-06/271/10. Läst 7 januari 2016.
7. ↑  ”Sådant händer i de bästa famlijer”. Musik- och Teaterverket. https://calmview.musikverk.se/CalmView/Record.aspx?src=CalmView.Performance&id=PERF14511&pos=29. Läst 25 juli 2025.
8. ↑  Ivar Norberg (2 oktober 1935). ”Teater Musik Film: Amerikansk fars på Lilla teatern”. Dagens Nyheter:  s. 10. https://arkivet.dn.se/tidning/1935-10-02/268/10. Läst 1 augusti 2025.
9. ↑  ”Cirkus Sanger”. Musik- och Teaterbiblioteket. https://calmview.musikverk.se/CalmView/Record.aspx?src=CalmView.Performance&id=PERF13815&pos=745. Läst 3 mars 2025.
10. ↑  ”Regnrocken”. Musik- och Teaterbiblioteket. https://calmview.musikverk.se/CalmView/Record.aspx?src=CalmView.Performance&id=PERF13880&pos=775. Läst 3 mars 2025.
11. ↑  ”Helige Antonii frestelse”. Musik- och Teaterbiblioteket. https://calmview.musikverk.se/CalmView/Record.aspx?src=CalmView.Performance&id=PERF13852&pos=757. Läst 3 mars 2025.
12. ↑  ”Turnépremiär i Bergsjö”. Dagens Nyheter:  s. 15. 20 januari 1961. https://arkivet.dn.se/tidning/1961-01-20/18/15. Läst 2 januari 2022.
13. ↑  ”Radioprogrammet”. Dagens Nyheter:  s. 14. 7 juli 1951. https://arkivet.dn.se/tidning/1951-07-07/179/14. Läst 19 december 2021.